# Hipódromo y Casino Evangeline Downs
El Hipódromo y Casino Evangeline Downs (en inglés: Evangeline Downs Racetrack & Casino) es una pista de carreras en la parroquia St. Landry, Luisiana, al este de Opelousas en Estados Unidos. Es propiedad y está gestionado por Boyd Gaming. Con una pista ovalada Furlong siete, la instalación ofrece cerca de 1.000 puestos para carreras de caballos en diversas modalidades. La pista original abrió el 28 de abril de 1966 en Carencro, Luisiana, donde permaneció hasta 2005 cuando se trasladó a Opelousas en el mismo estado.